# 大屠杀与联合国外展方案
联合国大会关于纪念大屠杀的第60/7号决议决定就“大屠杀与联合国”这个主题制订宣传方案，并采取措施动员民间社会开展大屠杀纪念和宣传活动，以帮助防止今后出现灭绝种族行为。自2006年1月成立以来，大屠杀与联合国宣传方案已经建立了由民间社会团体组成的国际网络, 并通过与世界知名的教育机构合作，赢得了大屠杀和种族灭绝研究领域专家的支持，从而拟定了内容丰富的方案，包括：为联合国新闻干事举办的讨论会，与大屠杀有关的各种主题展览，著名学者起草的讨论文件，小组讨论，电影系列，针对宣传者的创新性在线信息产品，在联合国总部举办的长期展览和每年为缅怀大屠杀受难者举行的国际纪念日纪念活动。
宣传方案还与大屠杀幸存者密切合作，让人们关注并了解他们的经历，以此警示世人反犹太主义和其他形式的歧视所造成的后果。此外，宣传方案还继续打击否认大屠杀的行为，致力于将种族灭绝的原因，大屠杀的教训以及人权和民主价值的促进联系起来。

## 缅怀大屠杀受难者国际纪念日
2005年11月1日，联合国大会通过第60/7号决议，指定1月27日为一年一度缅怀大屠杀遇难者的国际纪念日。决议通过后，联合国秘书长说这特殊的一天是“提醒世人牢记大屠杀的普遍教训的重要日子，对这一独特的罪恶，不能简单地让它成为历史并遗忘”。对于150多万人——其中90％是犹太人——来说，奥斯威辛是他们无法形容的苦难经历的最后一个阶段。这些人中只有7500人幸免于难。
大屠杀与联合国宣传方案每年这个时候会在纽约联合国总部以“缅怀与追忆”为主题进行相关纪念仪式，旨在强调和突出宣传方案的两大主题:缅怀大屠杀遇难者和防止未来的大屠杀行为。缅怀大屠杀受难者国际纪念日同时也在世界各地的联合国办事处举办各种纪念活动。

## 教育材料
大屠杀与联合国宣传方案以各种方式支持联合国会员国的大屠杀教育课程的发展。通过和一些主要的教育机构合作，宣传方案已经开发了一系列的教育材料。这些材料都可以免费索取，并且有联合国六种官方语言的版本—— 阿拉伯文，中文，英文，法文，俄文以及西班牙文。宣传方案最新的一个教育产品是一本叫《妇女与大屠杀——勇气和同情心》的学习指南和附随的DVD。这份教育材料旨在让人们更好的了解妇女在大屠杀中的遭遇。
其余的教育材料包括讨论论文杂志系列，该出版物包含了有关大屠杀和种族灭绝的著名专家起草的文件，其中包括西蒙娜·韦伊，耶胡达·鲍尔教授，和埃利·维瑟尔等学者。这个出版物给世界各地的学者和专家提供了一个平台，以促进各个高等院校的学生对大屠杀进行学习。宣传方案同时开发了“希望的足迹”项目，其包括一部教育短片，一个PowerPoint演示文稿和一份课程计划。教育工作者可以用这些材料给小学生引导和讲述大屠杀的历史，通过对纳粹集中营中留下来的遗物——一个孩子的鞋子的讨论，激发孩子们对大屠杀学习的兴趣。
同时，宣传方案的网站提供了一系列关于大屠杀和防止种族灭绝的创新性信息产品和教育资源，比如教师的教育大纲，电子资料（提供关于大屠杀史实资料的网上教育工具）等。

## 圆桌讨论会
迄今为止，大屠杀与联合国宣传方案已经举办了七次关于大屠杀与防止种族灭绝的研讨会。讨论会的参与者包括联合国的会员国代表，非营利性组织，学生，教育者和联合国其他的工作人员。
1. 2006年5月12号，宣传方案与美国大屠杀纪念馆[6]，以色列大屠杀纪念馆等合作，举办了第一次小组讨论会[7]。研讨会上主要对与大屠杀和种族灭绝研究相关的交流方式和教育资源进行了探讨。
2. 常驻联合国副代表塞拉·利昂，前有关儿童与武装冲突的秘书长特别顾问，纽约人权事务高级专员办事处，纽约研究种族灭绝研究所执行主任，以及防止灭绝种族问题秘书长咨询委员会主席在2006年9月14日[8]参加了第二个研讨会，探讨种族灭绝的原因以及联合国在防止种族灭绝的任务中应该担当的角色。
3. 2007年11月8日[9]，水晶之夜大屠杀纪念日前夕，大屠杀与联合国宣传方案举办了第三次主题为“打击仇恨”的研讨会。防止种族灭绝问题秘书长特别顾问也参与了这次讨论。讨论会上来自民间社会的不同发言人共享了克服在社会上的仇恨，偏见和不容忍的最佳做法。
4. 2008年6月26日[10]，宣传方案与联合国大学纽约办事处合作，举行了第四次主题为“拯救后代”的研讨会，与会成员包括联合国秘书长的特别顾问，以色列大屠杀纪念馆和美国大屠杀纪念馆的代表。 研讨会讨论了个人和集体对保护那些遭遇种族灭绝和其他反人类行为威胁的人的责任。
5. 2008年11月10日，在水晶之夜的大屠杀70周年纪念之际，大屠杀与联合国宣传方案在纽约联合国总部[11]组织了第五次主题为“无处可走”的小组讨论。来自纽约大学，上海犹太中心和纽约市立大学法学院的学者，以及以色列常驻联合国代表研究讨论了1938年11月9日的水晶之夜的事件及其后果。
6. 第六次主题为“通过艺术学习大屠杀”[12]的研讨会于2009年11月9日纪念水晶之夜举行。外联司的副主任以及电影《透过他们的双眼》中被描述的两名艺术家在讨论会上致辞。这次研讨会同时推出了大屠杀与联合国宣传方案的第一本讨论论文期刊。这次的讨论会致力于通过艺术来进行大屠杀教育。
7. 2011年5月20日，宣传方案举办了为期一天的教育研讨会[13]，旨在促进社区内的人权维护。这个研讨会分为两个部分，一部分是防止种族灭绝秘书长特别顾问和领先的人权活动家的互动讨论，探讨了纳粹时代的种族歧视的例子以及当代大规模暴力案件；另一部分是与直面历史和自己合作举办的研讨活动。

## 联合国信息中心
大屠杀与联合国宣传方案提供了一个全球化的合作网络，集合了在世界60多个国家的联合国信息服务中心和办公室，提供关于大屠杀纪念日的指导大纲，关于大屠杀及其相关议题的教学材料，以及对大屠杀相关议题进行指导，促进大屠杀的教育，以帮助防止今后的种族灭绝行为。每年，联合国信息中心和民间社会团体以及政府代表共同举行缅怀大屠杀受难者国际纪念日活动。

## 合作伙伴
大屠杀与联合国宣传方案还与合作伙伴共同合作让当代社会参与到学习大屠杀的教训中。在2007年和2008年，宣传方案与其他大屠杀的机构合作，组织了四次为期一周的区域性研讨会，旨在加强世界各地联合国信息中心的当地工作人员对于纪念大屠杀，人权，以及防止种族灭绝方面的知识和技能。2009年，宣传方案和伦敦大学大屠杀教育发展计划的保罗·萨尔蒙斯以及英国大屠杀研究中心的科妮莉亚·瑞兹合作开发了“希望的足迹”项目。这个项目帮助联合国信息中心和当地的学校激发学生对大屠杀的学习兴趣。2010年宣传方案和美国安妮弗兰克中心合作推出了纪念在大屠杀中丧身的安妮弗兰克的微博活动。来自世界各地的学生传达了对安妮的支持，分享了他们从安妮身上学到的东西。

## 展览
大屠杀与联合国宣传方案在每年的1月27日缅怀大屠杀遇难者国际纪念日的这一周举办与大屠杀有关的展览。
2011年，宣传方案举办了两个展览：一个是“记忆永存”，展示了死亡集中营中一名未知姓名的囚犯所画的关于奥斯维辛集中营的图纸；另一个展览“伊莲娜·贝赫，被盗的生活”，通过伊莲娜的日记介绍了第二次世界大战期间犹太人在被占领的法国遭受纳粹的迫害。伊莲娜在1945年死在了贝尔根贝尔森集中营。
此外，宣传方案在2008年1月在纽约联合国总部推出了“大屠杀与联合国”的永久展览。在有关大屠杀的学者的协助下，这个展览在第二次世界大战和联合国成立的大背景下对大屠杀进行了相关描述。每年40万来到纽约联合国总部的游客都可以看到这个展览。

## 电影系列
大屠杀与联合国宣传方案已经放映了关于大屠杀和种族灭绝的一系列纪录片和电影。其中许多电影都在纽约联合国总部和世界各地的联合国信息中心共同上映。
宣传方案与英国常驻联合国代表团合作，在2011年5月2日上映了英国电影《贝尔森拯救行动》。影片讲述了1945年4月英国军队解放贝尔根贝尔森集中营的大规模人道主义的真实故事。
2011年的大屠杀纪念周期间，宣传方案放映了纪录片《敢于抵制》，该影片讲述了大屠杀期间三个年轻的犹太妇女和纳粹抗争的故事。